# Hixtape, Vol. 3: Difftape
Hixtape, Vol. 3: Difftape ist das dritte Mixtape des US-amerikanischen Country-Sängers Hardy. Das Mixtape erschien am 29. März 2024 über Big Loud.

## Entstehung
Am 13. September 2019 bzw. 10. Dezember 2021 veröffentlichte Michael Wilson Hardy seine Mixtapex Hixtape, Vol. 1 und Hixtape, Vol. 2. Drei Tage vor der Veröffentlichung seines zweiten Studioalbums The Mockingbird & The Crow erklärte Hardy, dass „der Ball“ für den dritten Teil des Hixtapes „rollen würde“. Dabei kündigte er an, dass das nächste Hixtape komplett anders sein wird als die beiden bisherigen Ausgaben. Gegenüber dem Magazin Billboard sprach Hardy über die Idee eines Chickstape, auf dem er nur mit Musikerinnen zusammenarbeiten möchte, sowie eines Rock-Hixtapes, wo er Rocksänger Countrysongs singen lassen möchte. Am Rande der Country Music Association Awards 2023 kündigte Hardy schließlich den dritten Teil der Hixtape-Reihe an, die einen Tribut an den im Jahre 2020 verstorbenen Countrysänger Joe Diffie darstellt. 

„Joe Diffie verkörpert für mich den Country-Sound der 1990er wie kein anderer. Mit Hixtape, Vol. 3: Difftape erinnern wir daran.“

Für das Mixtape übernahm Hardy die Originalmusik von Diffies Aufnahmen aus den 1990er Jahren. Der Gesang wurde von verschiedenen Sängern neu aufgenommen. Während der Awardshow sang Hardy zusammen mit Morgan Wallen zunächst das Lied John Deere Green. Anschließend folgte das Lied Pickup Man, bei dem der Rapper Post Malone hinzukam. Für das Mixtape wurden insgesamt 17 Lieder aus Joe Diffies Diskografie ausgewählt, die von 30 verschiedenen Gastsängern eingesungen wurden. Alle Lieder wurden von Joey Moi produziert. Das abschließende Lied Life Had Plans for Me war bislang unveröffentlicht. Als Gastsänger ist hier Joe Diffies Sohn Parker zu hören. Hixtape, Vol. 3: Difftape erschien am vierten Todestag von Joe Diffie.

## Titelliste
| Nr. | Titel                                    | Sänger                                       | Länge |
| --- | ---------------------------------------- | -------------------------------------------- | ----- |
| 1   | John Deere Green                         | Morgan Wallen, Hardy                         | 4:27  |
| 2   | Pickup Man                               | Post Malone                                  | 3:36  |
| 3   | Ships Than Don’t Come In                 | Toby Keith, Luke Combs                       | 3:44  |
| 4   | Third Rock from the Sun                  | Blake Shelton, Hardy, Brooks & Dunn          | 2:50  |
| 5   | Prop Me Up Beside the Jukebox (If I Die) | Lainey Wilson, Tracy Lawrence, The Difftones | 3:48  |
| 6   | Bigger Than the Beatles                  | Jon Pardi, Old Dominion                      | 3:52  |
| 7   | Honkey Tonk Attitude                     | Luke Bryan, Randy Houser                     | 3:27  |
| 8   | Is It Cold in Here                       | Reba McEntire, Jake Worthington              | 3:50  |
| 9   | Texas Size Heartache                     | Clint Black, Larry Fleet                     | 2:41  |
| 10  | Home                                     | Darius Rucker, Hailey Whitters               | 3:23  |
| 11  | Country                                  | Aaron Tippin, Ernest                         | 2:36  |
| 12  | So Help Me Girl                          | Mark Wills, Nate Smith                       | 3:30  |
| 13  | New Way (to Light Up an Old Flame)       | Randall King, Sammy Kershaw                  | 2:46  |
| 14  | If the Devil Danced (in Empty Pockets)   | Koe Wetzel, Jack Ingram                      | 2:47  |
| 15  | A Night to Remember                      | Lauren Watkins, Kameron Marlowe              | 3:29  |
| 16  | In Another World                         | Chris Young                                  | 3:42  |
| 17  | Life Had Plans for Me                    | Hardy, Parker Diffie                         | 3:45  |

## Rezeption
James Daykin vom Onlinemagazin Entertainment Focus beschrieb Hardys Difftape als „herzliche und nostalgische Hommage“ an Joe Diffie, die „die zeitlose Wirkung seiner Musik“ und „den andauernden Einfluss, den er auf das Country-Genre hat, aufzeigt“. Gunther Matejka vom Onlinemagazin Country Music News bezeichnete Hixtape, Vol. 3: Difftape als „liebevolle und respektvolle Hommage an Joe Diffie“ und als „Verneigung vor dem Sound der 90er Jahre“.